# Pierre Fleury (physicien)
Pour les articles homonymes, voir Pierre Fleury et Fleury.
 (octobre 2012).
Si vous disposez d'ouvrages ou d'articles de référence ou si vous connaissez des sites web de qualité traitant du thème abordé ici, merci de compléter l'article en donnant les références utiles à sa vérifiabilité et en les liant à la section « Notes et références ».
Pierre Fleury, né à Alençon le 3 août 1894 et mort le 28 juillet 1976 à Neuilly-sur-Seine, est un physicien français.

## Biographie
Pierre Fleury fait ses études à Rennes et entre à l’École normale supérieure en 1916 (il est aussi reçu au concours de l’École Polytechnique). Il est blessé durant sa participation aux combats de la Grande guerre. Il est reçu à l’agrégation de physique en 1920 dans la catégorie mutilés, avec Jean Cojan. Pierre Daure et Pierre-Michel Duffieux sont reçus la même année. En 1921, il commence une thèse au Laboratoire de physique de l’ENS sous la direction d’Henri Abraham portant sur des "Mesures sur le rayonnement du corps noir en vue de son emploi comme étalon primaire d’intensité lumineuse". Ayant obtenu le doctorat ès sciences devant la Faculté des sciences de Paris, en 1925, il obtient l’année suivante une maîtrise de conférence à Lille et est détaché à Istanbul durant deux ans. À son retour il obtient la chaire de physique générale, succédant à Marcel Pauthenier, qui avait lui-même remplacé Georges Bruhat. Il commence ses recherches sur la colorimétrie et s’intéresse aux cellules photo-électriques. En 1936, il est nommé professeur titulaire de la chaire de physique générale dans ses relations avec l’industrie au Conservatoire national des arts et métiers au départ de Jules Lemoine, après y avoir été chargé par lui d’un cours de métrologie en 1932.
C’est en 1940 qu’il rejoint l’Institut d’optique théorique et appliquée (École supérieure d'optique). Lors de l’invasion allemande[Quand ?], l'école déménage ses laboratoires dans le Var à l’Hôtel des palmiers de Saint-Cyr les Lecques tandis que les cours de l’école, boulevard Pasteur, avaient été momentanément fermés. Le directeur général de l’établissement, Charles Fabry, étant parti avec les laboratoires, le Conseil d’administration nomme Pierre Fleury directeur délégué à Paris. Il se charge donc de la réouverture des cours de l’école.
À la Libération[Quand ?], les laboratoires retournent à Paris. Charles Fabry meurt fin 1945 et Pierre Fleury est alors nommé directeur général de l’établissement. Durant son mandat, jusqu’en 1968, il organise plusieurs rencontres scientifiques internationales et participe activement à la création de la Commission internationale d'optique. De 1947 à 1963, il est le troisième secrétaire général de l’Union internationale de physique pure et appliquée et y développe les commissions spécialisées dont la commission internationale d’enseignement de la physique, il participa aux réunions de l’UIPPA durant 50 ans, de 1922 à 1972. Il est aussi secrétaire général de la Société française de physique, puis président en 1952. Il fut membre du Comité français de physique, de la Conférence générale des poids et mesures, du Comité national français de l'Éclairage, de la Commission internationale de l'éclairage ainsi que du Conseil international des unions scientifiques.
En 1966, il crée la Société française d'optique physiologique avec Albert Arnulf, Yves Le Grand et André Dubois-Poulsen,
Il fut de plus membre du directoire du CNRS et président de la Commission d’optique et physique moléculaire.
Pierre Fleury était un spécialiste de la photométrie, mais il possédait une très grande connaissance générale de la physique dont témoigne le traité de physique générale en 8 volumes coécrit avec Jean-Paul Mathieu, professeur de physique à la Faculté des sciences de Paris, d’après les anciens cours du CNAM de Jules Lemoine et Auguste Blanc:
Cours de physique générale et expérimentale en 8 volumes :
- Mécanique physique
- Chaleur, thermodynamique, états de la matière
- Vibrations mécaniques, acoustiques
- Images optiques
- Lumière
- Électrostatique, courants continus, magnétisme
- Courants alternatifs, ondes hertziennes
- Atomes, molécules, particules

Pierre Fleury est également l’auteur, avec Christian Imbert, de nombreux articles de l’Encyclopædia Universalis : optique, couleur, lumière, laser, microscopie, photométrie, vision.